# 双辽市
双辽市位于中国吉林省西南部，位于吉林省、辽宁省和内蒙古自治区三省交汇处，是四平市下轄的一个县级市。市人民政府駐辽南街道辽河路1980号。

## 历史
双辽（俗称郑家屯）历史悠久，历史上曾是鲜卑、契丹、女真等民族的祖居之地。辽代属韩州、信州。出土文物表明这里曾是古战场，明朝初年与北元之间的金山之役就发生在双辽辖境内。
清嘉庆元年（1796年），有郑姓之人（另说其人名正月）在今双辽县城所在地郑家屯开店，供过往蒙古族歇宿，就叫郑家店。以后许多人家在旅店附近落户，住户逐渐增多形成聚落，郑家屯便开始形成。当时这块土地系蒙古人的放牧之所，由科左中旗的科尔沁郡王（俗称温都尔王）所辖。同治元年（1862年）温都尔王家族中的三喇嘛和八梅伦俩人因筹钱抵债，把郑家屯附近的郡王所有荒地卖出去，从法库门、沈阳（旧称奉天）、锦州相继迁入许多汉人，来此开设商店、旅馆、牛马市，郑家屯才形成了街市的雏形。此后街市贸易渐至兴盛，至光绪二十七年（1901年），郑家屯大小商业店铺超过300家。光绪二十八年（1902年），郑家屯设辽源州，归昌图府直辖。民国成立後，1913年改为辽源县。与此同时，东部的采合新甸又设立了双山县（因大、小哈拉巴山在其境内而得名），由长岭府管辖。1915-1929年，郑家屯还设立了洮昌道尹公署，辖辽源、双山等县。1922年，奉军要员吴俊升任黑龙江省督军兼省长，在郑家屯大兴土木、建行辕，俗称大帅府（现郑家屯博物馆）；张学良的原配夫人于凤至少年时曾在郑家屯读书，19岁时与张学良缔结良缘。
1931年九一八事变后，同年9月22日日军占领辽源县及双山县。1932年3月1日分别建立傀儡政权。1940年，满洲国将双山县、辽源县合并，各取县名字首，改称双辽县，县公署设在郑家屯，直属四平省统辖。

第二次国共内战期间，遼源縣為遼北省名義上的省會

1945年11月，中共领导下的东北民主联军第一次攻占了郑家屯，中共东北局西满分局以及中共辽北省委、辽吉省委、辽西省委、辽北省政府先后设立在郑家屯。李富春、陶铸、黄克诚、吕正操、阎宝航、邓华等中共党员都曾到双辽地区参加战斗和工作。何光、王奔等一大批中共党员在双辽战死。1945年，中共分别在双山和郑家屯成立中共双山县委和中共辽源县委。同年12月，郑家屯第一次设市称辽源市（亦称郑家屯市），1946年3月，随着中共东北局西满分局战略北撤，辽源市撤销。1947年5月24日，中共第二次攻占郑家屯，重建解放区，此时双山、辽源两县又合并为双辽县。
1949年中共建政后，双辽成为沈阳军区16个重点设防城市之一。双辽也是二人转的发源地之一，艺人的俗语中，就有“梨、怀、双，二人转故乡”的说法，其中，“梨”就是梨树县；“怀”就是怀德县（今公主岭市）；“双”，就是双辽县。1996年5月20日撤县设市，该县级市始称双辽市。现辖6个街道、13个乡镇，总人口40万人。

## 行政区划
双辽市下辖6个街道办事处、8个镇、3个乡、1个民族乡：
郑家屯街道、辽东街道、辽西街道、辽南街道、辽北街道、红旗街道、茂林镇、双山镇、卧虎镇、服先镇、王奔镇、玻璃山镇、兴隆镇、东明镇、那木斯蒙古族乡、柳条乡、新立乡、永加乡、双辽农场、双辽种羊场和双辽经济开发区。
| 社区      | 村委会             |  |       |        |   |    |        |
| 220382001 | 郑家屯街道         |  | 11.48 | 37,535 | 4 | 1  | 136400 |
| 220382002 | 辽西街道           |  | 45.25 | 23,034 | 3 | 2  | 136400 |
| 220382003 | 辽南街道           |  | 17.04 | 33,085 | 3 | 3  | 136400 |
| 220382004 | 辽北街道           |  | 5     | 22,899 | 2 | 2  | 136400 |
| 220382005 | 辽东街道           |  | 37.09 | 8,123  | 1 | 4  | 136400 |
| 220382006 | 红旗街道           |  |       | 7,837  | 0 | 6  | 136407 |
| 220382100 | 茂林镇             |  |       | 27,929 | 3 | 27 | 136405 |
| 220382101 | 双山镇             |  |       | 27,777 | 9 | 21 | 136408 |
| 220382102 | 卧虎镇             |  |       | 20,583 | 2 | 19 | 136402 |
| 220382103 | 服先镇             |  |       | 17,265 | 0 | 15 | 136419 |
| 220382104 | 王奔镇             |  |       | 15,285 | 1 | 15 |        |
| 220382105 | 玻璃山镇           |  |       | 12,683 | 7 | 5  | 136403 |
| 220382106 | 兴隆镇             |  |       | 8,922  | 1 | 10 | 136421 |
| 220382107 | 东明镇             |  |       | 11,679 | 0 | 13 | 136414 |
| 220382200 | 那木乡             |  |       | 13,322 | 0 | 10 | 136400 |
| 220382201 | 柳条乡             |  |       | 11,512 | 1 | 15 | 136415 |
| 220382202 | 新立乡             |  |       | 10,258 | 2 | 12 | 136416 |
| 220382203 | 永加乡             |  |       | 7,911  | 0 | 10 | 136412 |
| 220382402 | 吉林双辽经济开发区 |  |       | 119    | 1 | 0  | 130714 |

|-

## 人口
根据第七次人口普查数据，截至2020年11月1日零时，双辽常住人口为317758人。全市除汉族外，有蒙古族、回族、朝鲜族、满族等多个少数民族，在全市人口中，汉族人口为306818人，占96.56%；各少数民族人口为10940人，占3.44%。

## 交通
- 303国道过境。

## 资源
双辽农业资源优势，是松辽平原“黄金玉米带”的组成部分，同时也是水稻、花生、大豆、糖料、蔬菜等作物的重要产区。
双辽境内草原地域广阔，水资源丰富。双辽境内除东辽河、西辽河等5条河流逶迤流过，还有中小型水库8座。全市水资源总量达2.52亿立方米。
双辽地下蕴藏着 9亿多吨的天然硅砂，是世界四大硅砂矿之一，被确定为北方硅质原料基地。
双辽硅砂透明度好，砂质纯静，粒度均匀，结构密实，斟探储量9亿吨，被誉为世界四大富矿之一，经过浮选后二氧化硅含量可达98%以上，是生产优质玻璃、加气混凝土、精密铸造及电子工业的优质原料，已被国家列为硅质原料生产基地。福耀集团双辽有限公司投资10亿多元先后建设了600吨级优质浮法玻璃生产线、在线镀膜生产线、28万吨精选砂生产线，并对双辽原400吨级浮法玻璃生产线进行线上改造。